# Molophilus (Molophilus) macleayanus
Molophilus (Molophilus) macleayanus is een tweevleugelige uit de familie steltmuggen (Limoniidae). De soort komt voor in het Australaziatisch gebied.